# 石井裕介
石井 裕介（いしい ゆうすけ、1984年1月20日 - ）は、日本の男性ギタリスト、作曲家、編曲家。所属事務所は株式会社こころざし音楽工房。千葉県八千代市出身。0型。作曲、編曲、ギタリスト、音楽講師の活動と並行し「音楽での地域貢献」を目指し、地元である千葉県八千代市をはじめ日本各地様々な地域興しソングを手掛けている。既婚。

## 人物
趣味は愛猫「楓」の毛づくろい、観察、撮影。SNSはほとんどが猫の記事ばかりを投稿している。
八千代市立八千代台東第二小学校、八千代市立八千代中学校、千葉県立八千代東高等学校、東京ミュージックメディアアーツ尚美（現・尚美ミュージックカレッジ専門学校）を卒業後にバンド活動と並行しフリーのギタリストとして活動を開始。
バンドマンの父、ピアノ教師の母の間に生まれ教育の一環としてピアノを習う。13歳の時にギターと出会い、15歳からギタリストとしてバンド活動開始と同時に作曲も始める。 2010年、自身が参加していたバンド「Tell a Secret」が島村楽器主催バンドコンテスト HOTLINE2010にて全国応募総数2700組の中から優勝、その様子が音楽誌「Player」に掲載される。
バンド脱退後は一度音楽から離れ一般企業で営業を務めていたが2015年1月20日に脱サラし、松尾貴臣が代表を務める音楽事務所、株式会社こころざし音楽工房へ所属、制作をメインとしたクリエイター職に就く。
音楽講師として千葉市のきぼーる、KKDuo、公民館等でギターレッスンや作曲講座を受け持ち、生徒自宅への出張も行う。

## 主な作品

### 作曲
- 八千代市
  - イメージキャラクター”やっち”テーマソング「ハイタッチ~やっちのテ ーマ~」
  - 50周年記念曲「君の住む街」POPSアレンジと、八千代少年少女合唱団が歌唱した女声合唱アレンジを制作。八千代市観光推進室制作  新川千本桜動画に「 君の住む街」SoloPiano verが採用。
  - ”やちよ伝えさくらまつり”テーマソング「桜廻り」
- 千葉県芝山町制60周年記念オリジナルソング「Wish~希望の足跡~」
- 友近890
  - 松山社会福祉協議会コラボ楽曲「地域発！愛を届けよう!」
  - アルバム"I Love You"収録「心のあなたへ」
- 濱津美穂「船橋市場音頭」

### 編曲
- 吉本坂46 (CC5)「イケメン騎士団」
- 星空うた（アイドキュレーション）「わっしょい∩( ́∀`∩)ばなな」
- I LOVE U@あいり （アイドキュレーション）「Here We Go!!」
- 小嶋みつみ（アイドキュレーション） 「出発進行!」
- イダセイコ　千葉県加曽利貝塚PR大使 かそりーぬのうた「ロックンかそりーぬ」
- LastNote「熱くなれ!」※j:comのスポーツ番組「ちば情熱アスリート」 主題歌
- 福島県桑折町マスコット"ホタピー"のイメージソング「ハッピーホタピーソング」
- 高橋涼子
  - 船橋9路線鉄道スタンプラリーオリジナルソング「ふなばしの電車～Let's Go 35駅～」
  - 「熱燗お湯割り」「OFF OFF」「NINJA-JA音頭」
- 松尾貴臣
  - 「トワイライト」「マイウェイバック」「絆」「君の左手」「Oh Yeah!!!!!」「むすひ」「ソルフェージュ」「ファーストクリスマス」「知り合いかも」「好いとっとさね」「はっぴーえんど」
- 濱津美穂
  - 「光」「空っぽ」「Life」「Design Drawing」「コンパス幼保園のうた」「市場カフェのうた」
- 珀凪星凜
  - 「I miss you I love you」「今でも・・・」
- momi（ココロニトライアド.）「躊躇drop」
- 海老原瞬
  - 「子供目線」「新たな船出、夢の架け橋」編曲 j:com番組 「ふなばしTIMES」テーマソング
  - 「My town planning」地域情報サイト まいぷれCMソング
  - 「for you」「Office Worker」
- 大西ブラザーズバンド「八千代カレーサンバ!」※八千代カレー応援ソング
- 井野川瞳 「ハロー」
- 福島ゆか「Goooood Day!!」
- サンスポアイドルリポーター (SIR)
  - 「GEKIATSU SUMMER!!」「サムライナー」「愛はほとんどお金で買える」「SHINO☆BET」「キミループ」「バナナな恋バナ」「Ta!Party」「Trigger」「パチンコVIVA」
- 向日葵プリンセス
  - 「向日葵の帰り道」
- けっぱって東北
  - 「東北愛魂」「ふるさとのうた」「福島好き。だから」「宮城日和」「青森一途」「山形に恋」「秋田 rock' n' roll」「激辛ife」「雪の約束」
- 楽遊BOYS編集部MEID
  - 「1PAGE」

### ギタリスト
- けっぱって東北「ニクレンジャーGo Fight!!」
- SIR（サンスポアイドルリポーター）「7色の未来」
- 松平健「むらさき山哀歌」
- 中村中「我儘」
- 福島ゆか「Handsome Woman」
- 楽遊アイドル編集部「アイドルは無限大!」
- ココロニトライアド.「monologue」
- 静岡県セキスイハイム不動産
  - キャラクター「しずな～びの歌 Rock ver」
  - TV,ラジオCM「しずな～びの歌 アイドルver」「しずな～びの歌 演歌編」「しずな～びの歌 ヒーロー編」
- DearDream「SAKURA LETTER」
- 第6回国民的萌えクィーンコンテストテーマソング「DreamyLife」
- カリフォルニア軽音楽部「なし汁ぶしゃっしゃっしゃー」　※ふなっしー公式応援 ソング。
- 福山沙織「キセキライダー」
- 福澤さや
  - 「夢のカケラ」「はじまりの物語」「唄とブーツとカントリー」「ひとりじゃないよ」「愛を抱きしめて」「トランク」「背中」「星に願いを」
- 文化放送 ”和田昌之と長久友紀のWADAX RADIO”  OP曲「ヒカレルミライ」、ED曲「Go We Are」
- 深沢繁人
  - 「マーガレット」「君のこの街にいる間」「星の無い空」「クロスカウンター」「優しい夢が見れますように」「命の砂」「12センチ」「小悪魔ガール」「官能小曲」「親愛なる君へ」